# Альбини, Антон Антонович
Антон Антонович Альбини (нем. Apollinarius Albini; 1771, Терснаус, Швейцария — 22 октября [3 ноября] 1830, Москва) — лейб-медик, придворный врач, действительный статский советник.

## Биография
Родился в Швейцарии, в Терснаусе в 1771 году. Отец — Bartholomäus Albini, казначей; мать — Anna Maria Capaul.
Посещал монастырскую школу в Пфеферсе, в 1793 изучал теологию в Диллингене. Учился медицине в 1793—1802 годы в Вене у Ивана Петровича Франка. В 1802 году работал врачом в Общей больницы в Вене; в том же году переселился в Россию, будучи врачом князя Волконского.
В марте 1804 года признан русским врачом и в том же году распоряжением Министерства внутренних дел отправлен в Липецк, Тамбовской губернии, для исследования химического состава и физиологического действия местных минеральных вод на организм человека. По результатам исследования пришёл к выводу, что активное использование местной железистой воды благотворно сказывается на лечении заболеваний. Весьма обстоятельным исследованием липецких вод Альбини приобрёл себе известность, опубликовав свои рекомендации на немецком и французском языках, благодаря чему его труды получили известность не только в России, но и в Европе. С 1805 года А. А. Альбини занимал пост главного врача Липецких минеральных вод. Под его руководством произведена очистка от мусора и навоза многих улиц Липецка, состоялось открытие госпиталя на 52 кровати, в котором половина мест была предоставлена безвозмездно бедным больным (государственным крестьянам, солдатам и другим), а вторая половина сдавалась стоимостью по 5 рублей в месяц. Ему принадлежит заслуга по составлению плана устройства курорта, который включал в себя осушение заболоченной местности вокруг минерального колодца; благоустройство самого колодца; постройку ванного здания, каменной галереи для пребывания больных в ненастье, госпиталя вместимостью 200 кроватей «для людей бедного состояния и для наблюдения над действием вод», разбивку сада для прогулок.
В 1806 году А. А. Альбини уехал из Липецка и 7 марта 1808 года был назначен на должность придворного врача, сохранив это звание на всю жизнь, хотя придворным врачом оставался только до 1810 года, в 1811 году был определён на должность ординатора в Голицынскую больницу в Москве; 25 февраля 1820 года назначен главным доктором Московского воспитательного дома и в этой должности оставался до своей смерти. В 1822 году ему был пожалован диплом на потомственное дворянское достоинство.
Умер в ночь с 22 октября (3 ноября) 1830 года от холеры, во время свирепствовавшей в Москве эпидемии. Похоронен на Введенском кладбище в Москве, участок № 12.

### Семья
Жена — Доротея (Дарья Егоровна) Эллизен (3.12.1786, Киев — 13.3.1863, Москва), дочь известного в Петербурге медика Георга Гейнриха Эллизена. Дети:
- Элиза (08.10.1805 — 06.02.1894, Москва; похоронена на Введенском кладбище), в замужестве Рихтер[6][12];
- Николай (07.09.1812 — 24.12.1871, Москва; похоронен в Новодевичьем монастыре), женат на Надежде Павловне Дехэ (Deshays; 1824/1825 — 20 марта [2 апреля] 1905, Москва)[6][13]; учился на политическом факультете Московского университета; служил в драгунах, был адъютантом у генерала Граббе; выйдя в отставку капитаном, жил помещиком в Белгородском уезде Курской губернии[14];
- Александра (18.10.1820 — 28.01.1892, Москва), в замужестве Анненкова[6][15];
- Надежда (03.05.1825 — 26.01.1893, Москва), замужем за Куколь-Яснопольским[6][16].

## Награды
- орден святого Владимира 3-й степени,
- орден святой Анны 2-й степени,
- французский орден Почётного легиона

## Память
Его именем назван источник (Альбини) в павильоне липецкого курорта.